# أم العظام (اليعربية)
أم عظام قرية سورية تتبع ناحية اليعربية في منطقة المالكية التابعة لمحافظة الحسكة. بلغ عدد سكانها 688 نسمة عام 2004.
تقع على بعد 10 كم تقريبا إلى الجنوب الغربي من مدينة اليعربية و4 كم تقريبا عن الحدود مع العراق.